# Spinefarm Records
Spinefarm Records ist ein finnisches Plattenlabel mit Sitz in Helsinki. Gegründet wurde es 1990 von Riku Pääkkönen. Die erste Band, die bei dem Label unterschrieb, war die Hardcore-Band Rytmihäiriö. Seit 2002 ist Spinefarm ein unabhängig agierendes Tochter-Unternehmen von Universal Music Group. Im Ausland erfolgt die Vermarktung oft durch Partnerlabel wie Nuclear Blast.

## Spinefarm-Bands
Der Schwerpunkt von Spinefarm liegt auf Metal-Bands. Unter anderem werden bzw. wurden folgende Bands vermarktet:
- Airbourne
- Amaranthe
- Apocalyptica
- Bloodred Hourglass
- Bullet for My Valentine
- Children of Bodom
- D’espairsRay
- Dayseeker
- Dark Tranquillity
- Dead by April
- DragonForce
- Dreamshade
- Ensiferum
- Godsmack
- Hevein
- Impaled Nazarene
- Lullacry
- Machinae Supremacy
- MUCC
- MyGRAIN
- Nightwish
- Oranssi Pazuzu
- Rammstein
- Rotten Sound
- Saint Asonia
- Sentenced
- Sinergy
- Sonata Arctica
- Suuri Shamaani
- Tarja Turunen
- To/Die/For
- Venom
- Volbeat
- Warmen

## Spikefarm-Bands
Spikefarm Records ist ein Unterlabel von Spinefarm, das 1999 vom Thy-Serpent-Gitarristen Sami Tenetz gegründet wurde. Bei Spikefarm werden unter anderem folgende Bands, die Großteils aus dem Death- und Black-Metal-Bereich kommen, verlegt:
| - Amoral - Beherit - Finntroll - Kalmah | - Moonsorrow - Rapture - Shape of Despair - Sólstafir |

## Ranka-Bands
Ranka Recordings hat Bands aus diversen Musikgenres im Programm:
- Aavikko
- Timo Rautiainen ja Trio Niskalaukaus
- Turmion Kätilöt
- Viikate